# Черв'як Олександр
Олександр Черв'як (нар. 15 березня 1981, Кіровоград, Українська РСР) — український професіональний боксер, виступав у другій середній і напівважкій вазі.
Промоутер — K2 Promotions
Тренер — Чудін Валерій

## Професіональна кар'єра
Дебютував на профіринзі з перемоги у 6-раундовому бою в рамках другої середньої ваги 19 грудня 2006 року.
Провів 8 переможних боїв в Україні, але перший же виступ за межами країни (в Мінську) 31 липня 2010 року закінчився поразкою за очками від Саламбека Байсангурова.
Наступний поєдинок 4 грудня 2010 року Олександр провів у напівважкій вазі і переміг колишнього інтерконтинентального чемпіона IBO у напівважкій вазі запоріжця Віталія Русала.
Але наступний бій 12 лютого 2011 року на виїзді в Мюльгаймі програв колишньому інтерконтинентальному чемпіону WBO у другій середній вазі німцю Едуарду Ґуткнехту.
28 травня 2011 року відбувся реванш Олександр Черв'як — Віталій Русал, в якому перемогу на цей раз нокаутом знову здобув Черв'як.
Після трьох поєдинків з маловідомими суперниками 27 квітня 2013 року Олександр вийшов на бій проти колишнього інтерконтинентального чемпіона WBA непереможного німця Дастіна Діркса (27-0, 20КО). Третій виступ за кордоном вийшов вдалим і закінчився технічним нокаутом суперника у 10 раунді.
30 листопада 2013 року Олександр програв технічним нокаутом досвідченому французу Наджибу Мохаммеді і не зміг відібрати титул континентального чемпіона WBA.
26 липня 2014 року в Дессау, Німеччина відбувся бій Олександра проти албанця з німецьким паспортом Робіна Краснічі за вакантний титул континентального чемпіона WBA і за титул інтернаціонального чемпіона WBO. За результатами 12 раундів судді одностайно віддали перемогу супернику українця — 118—110 і двічі 117—111.
19 вересня 2015 року у Нючепінгу, Швеція в бою за інтерконтинентальний титул IBF Черв'як вийшов проти місцевого непереможного чемпіона Еріка Скоглунда (22-0, 11КО). Впевнену перемогу здобув володар титулу — двічі 120—108 і 119—109.
9 квітня 2016 року в Потсдамі, Німеччина Олександр програв одностайним рішенням місцевому фавориту Енріко Келлінгу бій за вакантний титул інтерконтинентального чемпіона WBA і закінчив кар'єру боксера.